# Tore Supra
Tore Supra è un tokamak francese che iniziò gli esperimenti dopo la chiusura del TFR (Tokamak di Fontenay-aux-Roses) e di Petula (situato a Grenoble). Il suo nome è una combinazione delle parole toro e superconduttore, poiché Tore Supra è l'unico dei tokamaks più grandi ad essere dotato di magneti di forma toroidale con proprietà superconduttive, che permettono il mantenimento di un campo magnetico permanente ad alta intensità.
Il tokamak Tore Supra è situato nel centro di ricerca nucleare di Cadarache, Bouches-du-Rhône (Provenza), uno dei siti del Commissariat à l'Énergie Atomique. Iniziò le attività nel 1988. Ha come obiettivo la creazione di plasma a durata lunga; attualmente detiene il record per il tempo maggiore di durata di plasma per un tokamak (6 minuti e 30 secondi a 1000 MJ di energia, record ottenuto nel 2003), e permette di testare parti fondamentali di strumentazione come componenti di schermi di contenimento per plasma o magneti superconduttori che verranno usati nel suo successore, ITER.
Nel 2025 il record è di 22 minuti  e 17 secondi, il reattore tokamak WEST operato dall'ente francese per la ricerca sull'energia atomica e le energie alternative CEA, ha infranto il record per la durata di confinamento di idrogeno allo stato di plasma: 1337 secondi